# Isidrogalvia penduliflora
Isidrogalvia penduliflora är en kärrliljeväxtart som beskrevs av L.M.Campb. Isidrogalvia penduliflora ingår i släktet Isidrogalvia och familjen kärrliljeväxter. Inga underarter finns listade.